# 웨스트 해로역
웨스트 해로(West Harrow)역은 영국 런던 북서부 해로에 위치한 런던 지하철역이다.
이 역은 메트로폴리탄선 옥스브리지 지선의 레이너스 레인역과 해로온더힐역 사이에 위치하며, 트래블카드 5구역에 있다. 옥스브리지 지선에서 메트로폴리탄선이 독점적으로 운행하는 유일한 역이다.

## 역사
메트로폴리탄선 (해로 & 옥스브리지 철도)의 해로온더힐과 루이슬립 구간이 1904년 7월 4일에 운행을 시작했으며, 웨스트 해로역은 1913년 11월 17일에 개장되었다.
여기의 노선은 더 가든스(The Gardens)가 본 도로(Vaughan Road)가 되는 도로위를 통과한다.
역은 출구 중 하나에 개찰구가 없는 몇 안 되는 지하역 중 하나로, 옥스브리지 방면으로 이동하는 승객들은 개찰구를 통과하지 않고도 승강장에 접근할 수 있다.

## 운행 정보

### 메트로폴리탄선
메트로폴리탄선은 급행 노선을 운영하는 유일한 노선이지만, 현재 옥스브리지 지선의 메트로폴리탄선 열차의 경우 월요일부터 금요일까지 아침 혼잡시간(06:30 ~ 09:30)에만 남행 운행한다.
준급행열차는 노스윅 파크, 프레스턴 로드, 웸블리 파크에 정차하지 않는다.
비혼잡 시간대의 시간당 열차 대수는 아래와 같다.
- 8대 : 알드게이트행 (전역 정차)
- 8대 : 옥스브리지행

아침 출근 시간대의 시간당 열차 대수는 아래와 같다.
- 2대 : 알드게이트행 (준급행)
- 4대 : 알드게이트행 (전역 정차)
- 4대 : 베이커 스트리트행 (전역 정차)
- 10대 : 옥스브리지행

저녁 퇴근 시간대의 시간당 열차 대수는 아래와 같다.
- 7대 : 알드게이트행 (전역 정차)
- 3대 : 베이커 스트리트행 (전역 정차)
- 10대 : 옥스브리지행

## 사진첩

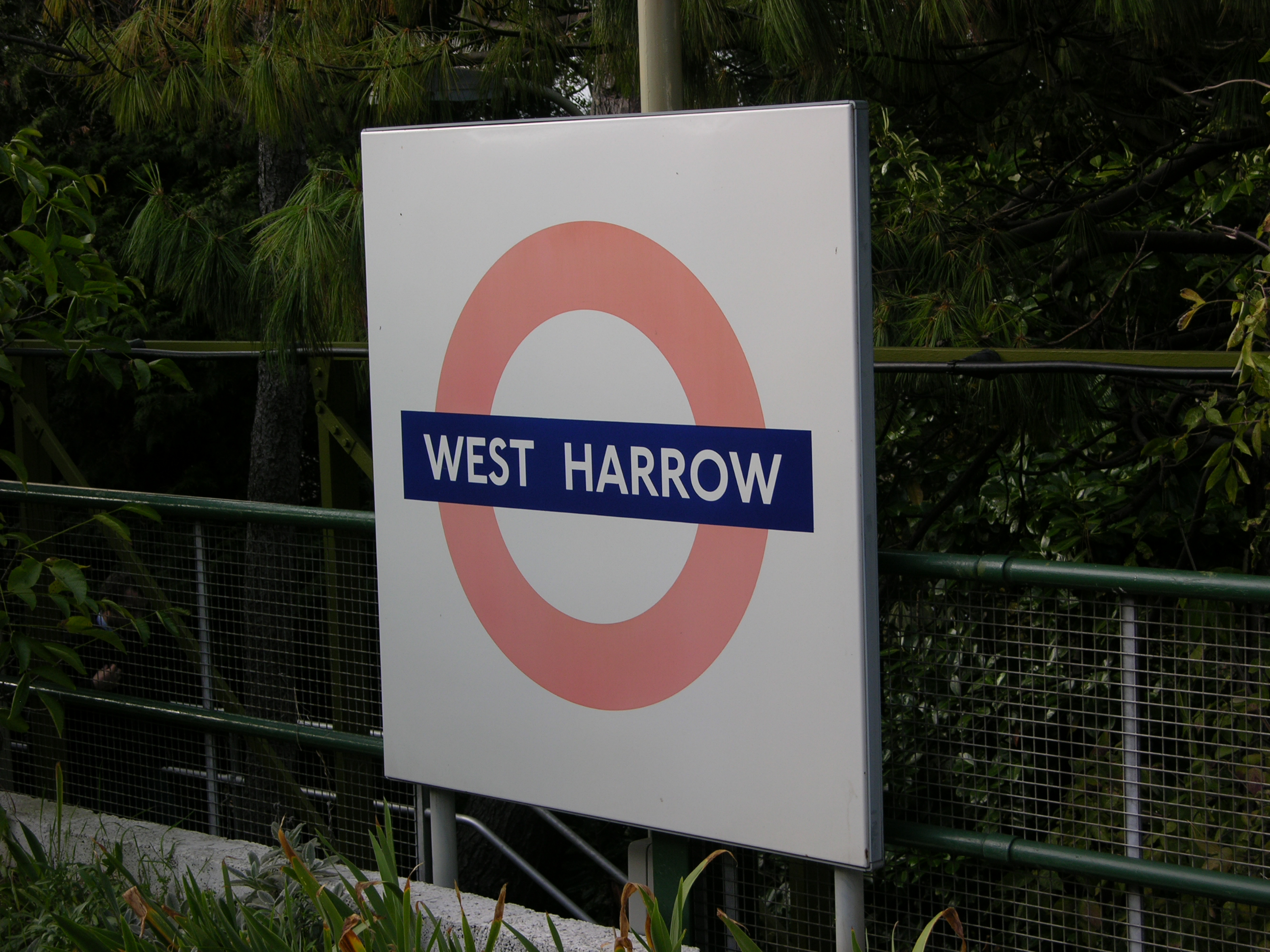
역명판
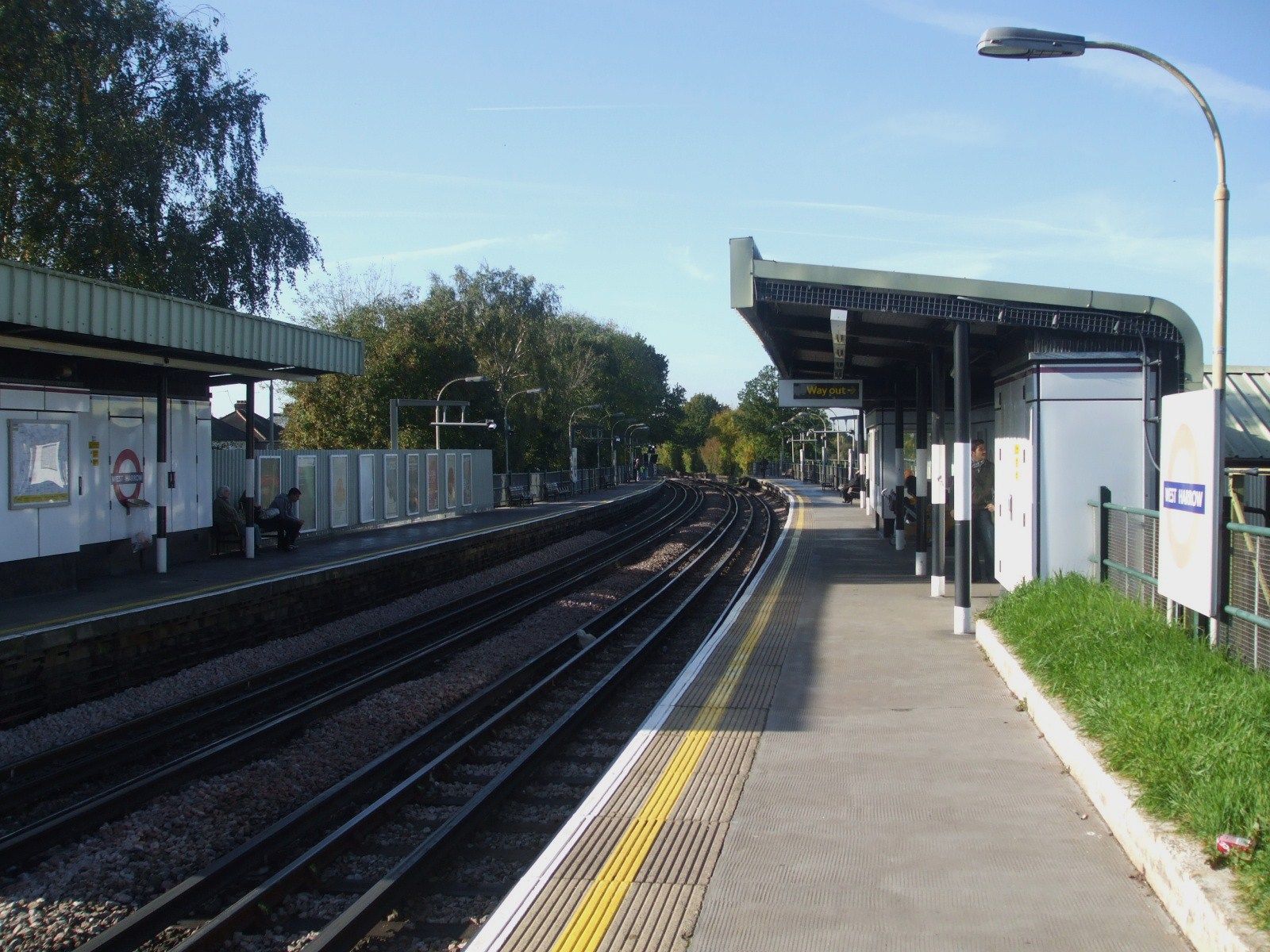
서쪽에서 본 동행 승강장
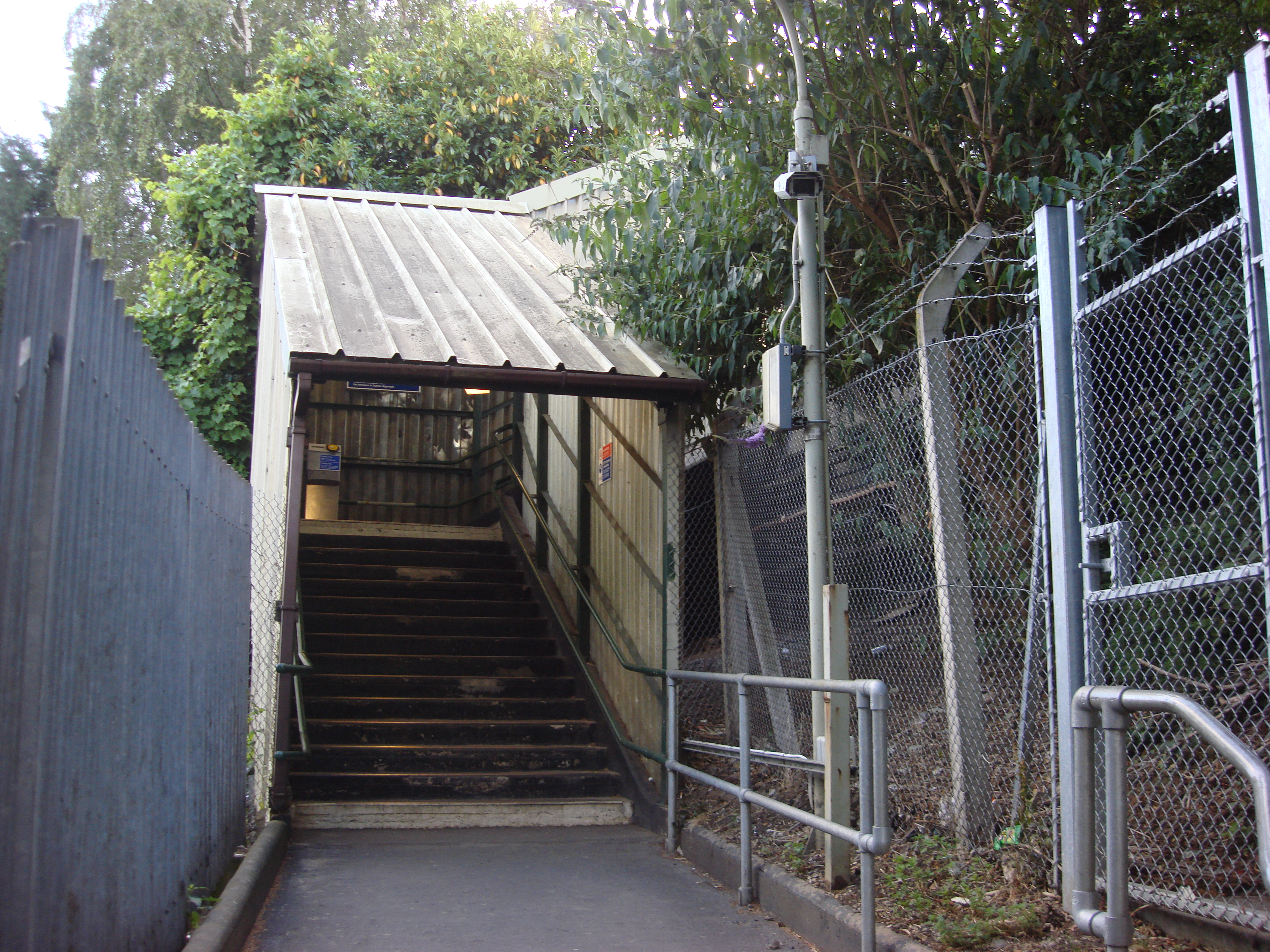
서행 승강장 출구
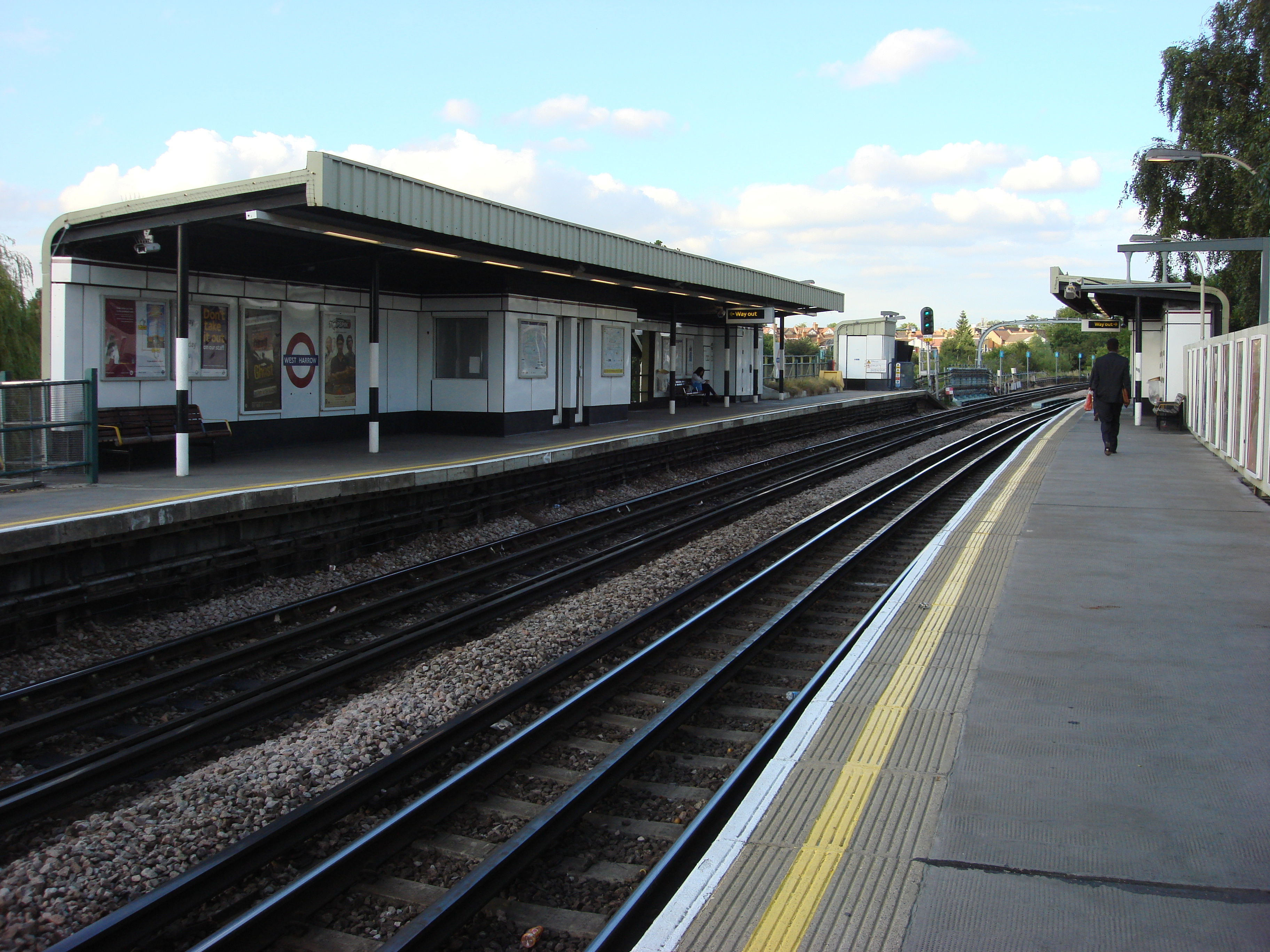
동쪽에서 본 서행 승강장

## 인접역
| 메트로폴리탄선                | 메트로폴리탄선                   | 메트로폴리탄선                               |
| ----------------------------- | -------------------------------- | -------------------------------------------- |
| 레이너스 레인 옥스브리지 방면 | 메트로폴리탄선 (옥스브리지 지선) | 해로온더힐 베이커 스트리트 / 알드게이트 방면 |